# 1979년 세계 리듬 체조 선수권 대회
틀:세계 체조 선수권 대회 정보
제9회 세계 리듬 체조 선수권 대회는 국제 체조 연맹(FIG) 주관으로 1979년 7월 4일부터 5일까지 영국 런던에서 열린 리듬 체조 국제 대회이다.